# Agnes Katharina van Limburg Stirum

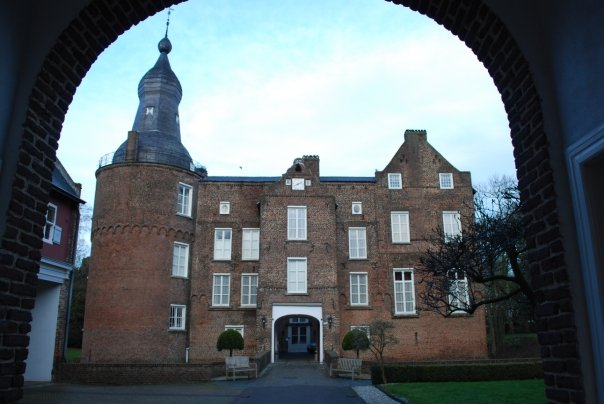
Kasteel Well

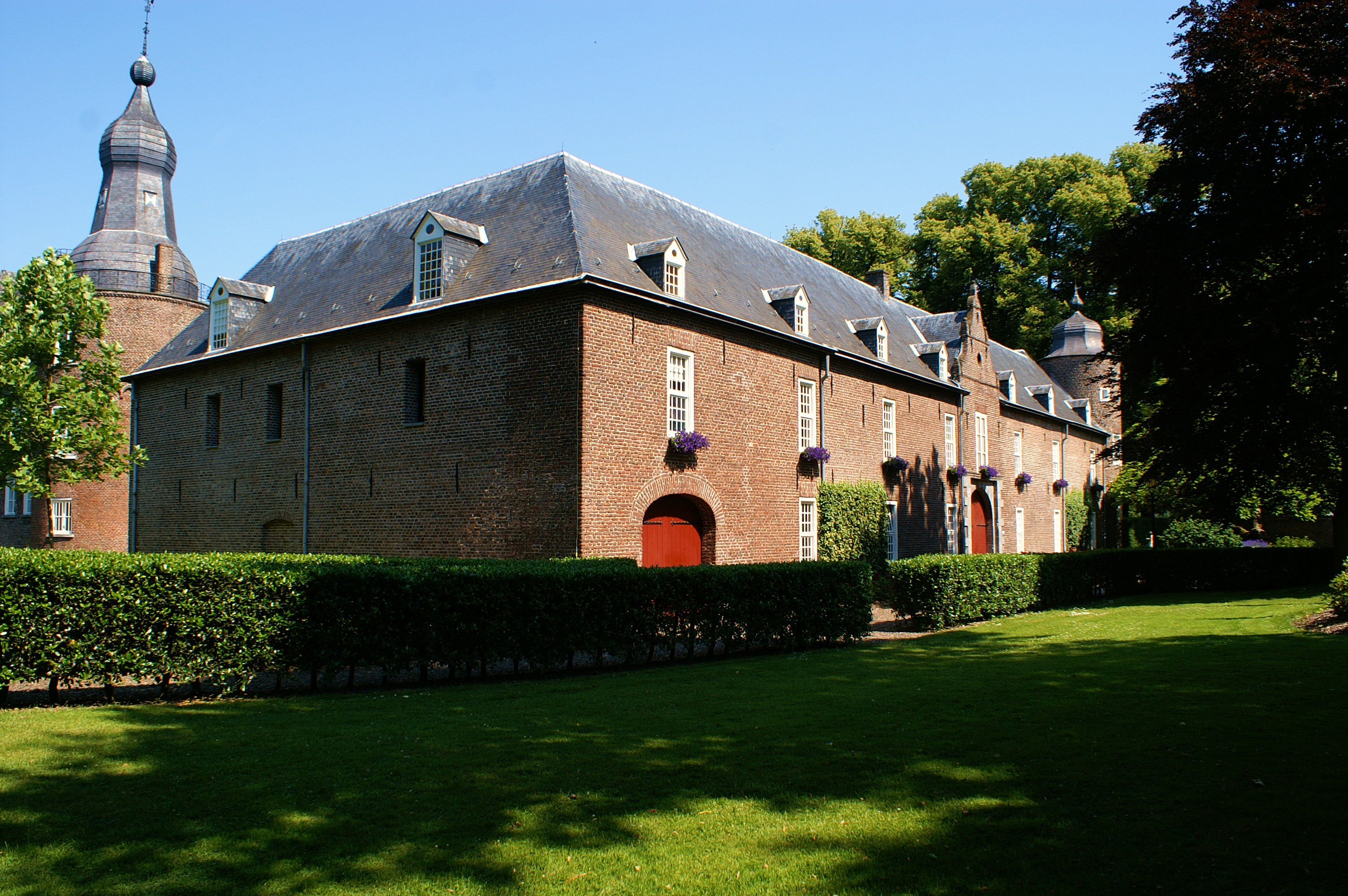
De voorburcht van kasteel Well

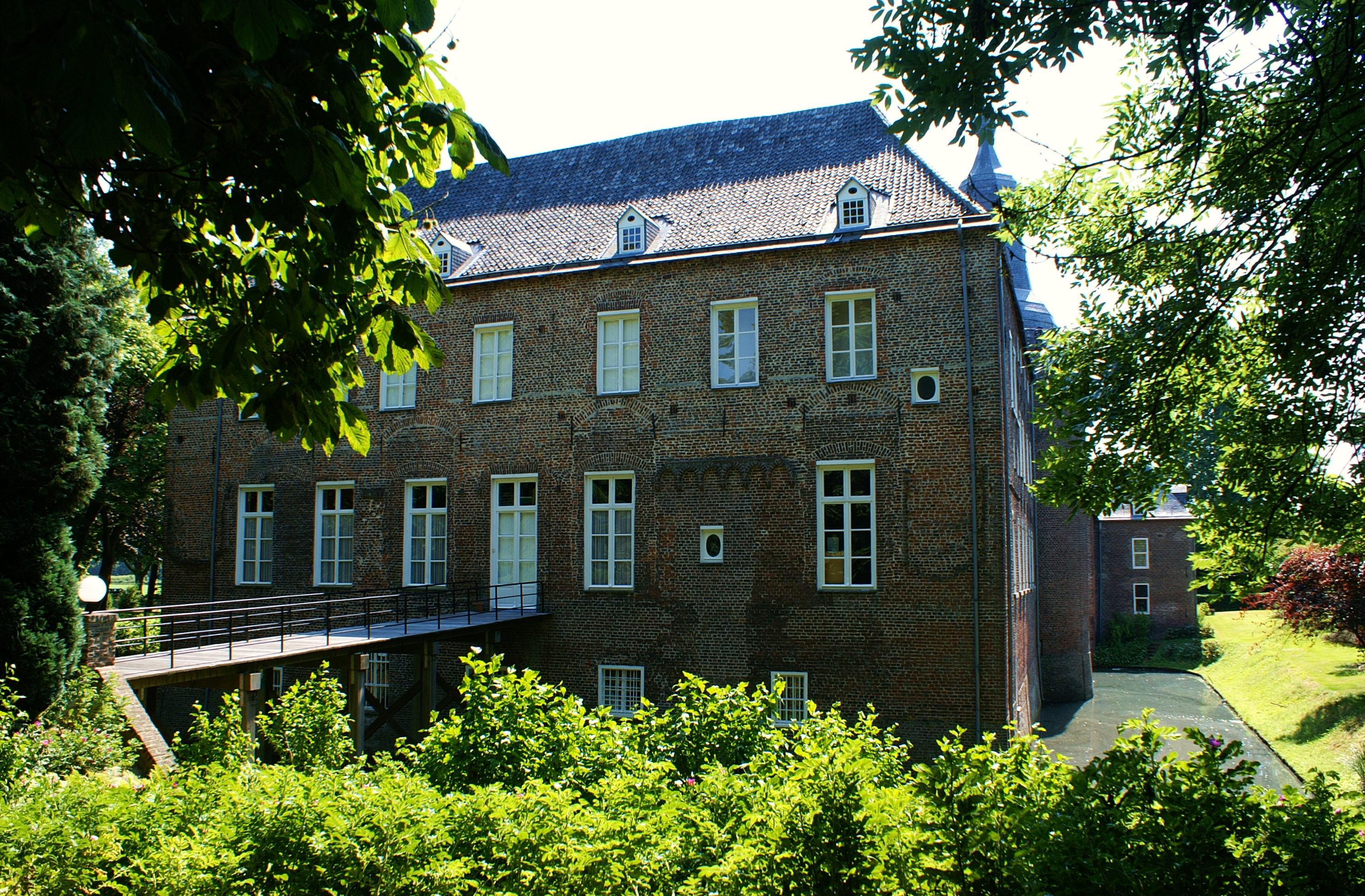
Brug naar kasteel Well

Agnes Katharina van Limburg Stirum (ca. 1629 - 27 december 1686) was kasteelvrouwe van Well. Zij was de dochter van Bernard Albrecht van Limburg Stirum graaf van Limburg en Bronckhorst, heer te Stirum en Anna Maria van den Bergh-'s-Heerenberg, een buitenechtelijke dochter van Hendrik van den Bergh.

## Levensloop
Agnes was de oudste dochter uit het huwelijk van Bernard en Anna. Haar moeder erfde in 1630 het landgoed Annadael te Echt. Na Agnes Catharina werden nog drie dochters geboren: Maria Henriette (ongehuwd overleden op 2 mei 1659), Juliana Petronella en Maria Bernardina (1637-1713).

## Huwelijken en kinderen
Op 28 januari 1648 trouwde Agnes met Diederik (Dirk) Theodoor van Lijnden vrijheer van Lijnden, Blitterswijk en Hemmen (overleden 17 december 1651). Zij kreeg als bruidsschat de heerlijkheid Well. Hij was een zoon van Dirk van Lynden heer van Hemmen en Blitterswijk (1590-1652) en Hedwig Vijgh (1600-1638). weduwnaar en had uit zijn eerste huwelijk 2 kinderen, Frans en Judith. Uit het huwelijk van Agnes en Diederik is een zoon geboren:
- Bernard Albrecht Diederik van Lijnden van Blitterswijck (Well, 12 juli 1649 - 1680), gedoopt in Well op 22 juli 1649.

Agnes trouwde (2) ca. 1668 in Uerdingen bij Krefeld met Willem Wirich van Daun-Falkenstein graaf van Falckenstein en heer van Broich (1613 - 22 augustus 1682). Hij was de zoon van Johan Adolf van Daun graaf van Falkenstein en Broich (1581-1653) en Anna Maria van Nassau-Siegen (1589-1620). Anna Maria was een dochter van Johan VII van Nassau-Siegen en Magdalena van Waldeck-Wildungen.

## Kasteelvrouwe
Door huwelijk werd Agnes Catharina kasteelvrouwe van Well. Wel wast vastgelegd dat haar moeder een deel van het kasteel mocht blijven bewonen. Op 17 december 1651 stierf haar man en kort daarna ook haar moeder. Tussen haar en haar zusters brak daarna een strijd los over de erfenis van Well en Annadael. Uiteindelijk werd het bezit in drie stukken verdeeld. Juliana Petronella kreeg Annadael en de heerlijkheid Well werd verdeeld tussen Anna en Maria Bernardina, haar jongste zus.

## Heerlijkheid Blitterswijck
Haar stiefzoon Frans en zij bevochten elkaar voor het gerecht. Reden hiervoor was dat Frans weigerde haar een lijfrente van tweeduizend gulden te betalen uit de heerlijkheid Blitterswijck, waar zij conform de huwelijksvoorwaarden recht op had. Uiteindelijk, na dertien jaar, werd ten gunste van Agnes beslist. Frans kon echter zijn stiefmoeder niet betalen waardoor hij in 1683 de heerlijkheid Blitterswijck moest verkopen. De koper was Caspar van Merwijck heer van Kessel, een zoon van Frans zuster Judith. Agnes wat ontevreden over de haar toegekende lijfrente en zij eiste van hem een extra jaargeld, waarop een nieuw proces volgde. Drie jaar later werd er een verdrag gesloten tussen Caspar en Agnes, waarbij aan de gravin een jaarlijkse uitkering van vijftienhonderd gulden werd toegekend. Agnes heeft niet lang kunnen genieten van haar overwinning. In hetzelfde jaar stierf zij te Well, 57 jaar oud.